# 김윤희 (아나운서)
김윤희(1991년 11월 8일 ~ )는 대한민국의 아나운서이다.

## 학력
- 성신여자대학교 (학사)

## 경력
- SBS Biz (2018년 ~ 2022년)
- SPOTV (2023년 ~ 현재)